# Lorens Marmstedt
Lorens Marmstedt (né le 29 octobre 1908 à Stockholm et mort le 4 avril 1966  dans la même ville) est un producteur de cinéma suédois.

## Biographie
Lorens Marmstedt est notamment connu pour avoir produit les premiers films de Ingmar Bergman. Il a été membre du jury du Festival de Cannes 1964.

## Filmographie
- 1932 : Kärleksexpressen
- 1934 : Atlantäventyret
- 1935 : Le Jeu du mariage (Äktenskapsleken)
- 1936 : Skeppsbrutne Max
- 1939 : Oss baroner emellan
- 1940 : Familjen Björck
- 1940 : Brott, Ett
- 1940 : Med dej i mina armar
- 1941 : Livet går vidare
- 1941 : Första divisionen
- 1941 : En Kvinna ombord
- 1942 : Lågor i dunklet
- 1942 : Lyckan kommer
- 1942 : General von Döbeln
- 1943 : Ombyte av tåg
- 1943 : Kvinnor i fångenskap
- 1943 : Sjätte skottet
- 1943 : Sonja
- 1944 : Narkos
- 1944 : Excellensen
- 1944 : Som folk är mest
- 1944 : La Sorcière (Flickan och djävulen)
- 1945 : Brott och straff
- 1946 : Il pleut sur notre amour (Det regnar på vår kärlek)
- 1947 : Supé för två
- 1947 : L'Éternel mirage (Skepp till India land)
- 1947 : Brott i sol
- 1948 : Musique dans les ténèbres (Musik i mörker)
- 1948 : Lilla Märta kommer tillbaka
- 1949 : La Prison (Fängelse)
- 1949 : Singoalla
- 1952 : Eldfågeln
- 1953 : I dur och skur
- 1953 : Resan till dej
- 1954 : Secrets d'alcôve
- 1954 : Gula divisionen
- 1955 : Mord, lilla vän
- 1955 : Hoppsan!
- 1956 : Gorilla
- 1956 : Sceningång
- 1957 : Räkna med bråk
- 1959 : Lejon på stan
- 1962 : Vaxdockan
- 1963 : Adam och Eva
- 1964 : Bröllopsbesvär
- 1965 : Les Chattes (Kattorna)
- 1965 : Nattmara